# La Vallée-au-Blé
La Vallée-au-Blé é uma comuna francesa na região administrativa de Altos da França, no departamento de Aisne. Estende-se por uma área de 5,17 km². Em 2010 a comuna tinha 369 habitantes (densidade: 71,4 hab./km²).